# Chmielewski Potok
Chmielewski Potok – potok w południowo-zachodniej Polsce, w woj. dolnośląskim, na Pogórzu Izerskim, górna część Długiego Potoku.

## Nazwa
Górna część Długiego Potoku, od źródeł do dolnego krańca wsi Chmieleń, nazywana jest Chmielewskim Potokiem

## Opis
Długość Chmielewskiego Potoku wynosi ok. 5 km, źródła na wysokości ok. 460–470 m n.p.m., miejsce, gdzie zmienia swą nazwę – ok. 370 m n.p.m.
Wypływa między Krzywdami (Wzniesienia Radoniowskie) a Czartowskimi Skałami (Przedgórze Rębiszowskie), niedaleko wsi Janice. 
Płynie początkowo na zachód, później na północny zachód. W Chmieleniu, na wysokości kościoła skręca ponownie na zachód. Poniżej wsi zmienia nazwę na Długi Potok.